# Лазерная гравировка камня
Лазерная гравировка камня («гравировка» нем. gravieren, фр. graver — вырезать на чём-либо) – вид обработки камня при помощи сфокусированного лазерного луча, благодаря которому на камне формируется изображение (рисунок, текст, узор, портрет).

## Оборудование для лазерной гравировки камня
Для лазерной гравировки камня применяют лазерные станки. Чаще всего лазерную гравировку камня осуществляют с помощью газовых лазеров СО2 (используют углекислотные лазеры).
При контакте сфокусированного лазерного луча с поверхностью камня в зависимости от выбранной мощности излучения на поверхности формируется микроскол или сплавление камня.

## Преимущества
Преимущества лазерной гравировки камня перед механическими методами нанесения гравировки следующие:
- скорость процесса намного выше, что значительно снижает себестоимость
- высокое качество гравировки за счёт высокой разрешающей способности лазерного луча
- отсутствие механического воздействия на камень, что влияет на точность осуществления гравировки

## Применение
Лазерная гравировка камня является одним из самых популярных методов гравировки камня в мире. В настоящее время лазерная гравировка камня широко применяется в сфере ритуальных услуг, главным образом в изготовлении надгробных памятников. Лазерную гравировку камня осуществляют на таких видах камня как габбро, базальт, мрамор, долерит и других видах камней.